# علي الزميع
علي فهد علي صالح الزميع (1952) قانوني وسياسي كويتي من مواليد دولة الكويت. تقلد عدة مناصب وزارية في الفترة ما بين 1994 الي 1996.

## حياته
حاصل على شهادته الجامعية من كلية الشريعة والقانون بجامعة الكويت في عام 1979 ، وحاصل على درجة الدكتوراه في العلوم السياسية المعاصرة من جامعة اكستر - المملكة المتحدة Exeter-UK في عام 1989 ، تولى حقيبة وزارة الأوقاف والشؤون الإسلامية وفي عام 1996 كما تولى وزارتي التخطيط ووزارة الدولة للتنمية الإدارية بدولة الكويت.

## المناصب
- مؤسس ورئيس مجلس أمناء وقف نهوض لدراسات التنمية.
- له أكثر من 60 بحثًا ودراسة منشورة في هذه المجالات.

## أعماله الأدبية
- في النظرية السياسية الإسلامية: دراسة تحليلية نقدية لمسارات تطور تاريخ الفكر السياسي السني والشيعي.
- الحركات الإسلامية السنية والشيعية في الكويت.
- دراسة تحليلية لكتاب الإجرام السياسي.
- دراسة تحليلية لكتاب الخلافة وتطورها إلى عصبة أمم شرقية.

## وصلات خارجية
- التخطيط
- التنمية الادارية
- الأوقاف و الشؤون الإسلامية